# Stan spoczynku
Stan spoczynku – status prawny osoby związanej stosunkiem służbowym, pracy bądź kapłańskim, uzyskany po przekroczeniu określonego wieku lub wskutek stanu zdrowia. Odpowiada emeryturze pracowniczej.

## Urzędy i służby w Polsce
Jako status powiązany z uposażeniem będącym odpowiednikiem świadczenia emerytalnego oraz innymi uprawnieniami:
- sędzia (w 2011 Krajowa Rada Sądownictwa podkreśliła w wydanym stanowisku, iż prawo do stanu spoczynku nie jest przywilejem sędziów, lecz jedną z gwarancji zachowania bezstronności i niezawisłości[2]) 
  - w myśl art. 69 ustawy — Prawo o ustroju sądów powszechnych, sędzia przechodzi w stan spoczynku z dniem ukończenia 60. roku życia w przypadku kobiety, a z dniem ukończenia 65. roku życia w przypadku mężczyzny, chyba że nie później niż na sześć miesięcy i nie wcześniej niż na dwanaście miesięcy przed ukończeniem tego wieku oświadczy Ministrowi Sprawiedliwości wolę dalszego zajmowania stanowiska i przedstawi zaświadczenie o zdolności do pełnienia obowiązków sędziego ze względu na stan zdrowia[3]
  - w myśl art. 32 § 1. ustawy z dnia 21 sierpnia 1997 r. — Prawo o ustroju sądów wojskowych (Dz.U. z 2022 r. poz. 2250), Stosunek służbowy sędziego rozwiązuje się z mocy prawa, jeżeli sędzia zrzekł się urzędu lub został przeniesiony w stan spoczynku z powodu uznania orzeczeniem wojskowej komisji lekarskiej za trwale niezdolnego do zawodowej służby wojskowej; w myśl jej art. 35. § 1. Sędziego nie można zwolnić z zawodowej służby wojskowej przed rozwiązaniem stosunku służbowego z mocy prawa lub przed utratą przez niego stanowiska albo przeniesieniem w stan spoczynku; § 2. W przypadku, o którym mowa w § 1, sędziego zwalnia się z zawodowej służby wojskowej jednocześnie z rozwiązaniem stosunku służbowego z mocy prawa lub utratą przez niego tego stanowiska, a w przypadku stanu spoczynku – z dniem podjęcia ostatecznej uchwały o przeniesieniu; § 2a. W przypadku przeniesienia w stan spoczynku oraz w przypadku powołania na urząd sędziego sądu powszechnego w trybie określonym w art. 32a uznaje się, iż zwolnienie sędziego z zawodowej służby wojskowej nastąpiło w drodze wypowiedzenia stosunku służbowego zawodowej służby wojskowej dokonanego przez właściwy organ; § 3. Sędziego przenosi się w stan spoczynku, jeżeli z powodu choroby lub utraty sił uznany został orzeczeniem wojskowej komisji lekarskiej za niezdolnego do zawodowej służby wojskowej, chyba że na swój wniosek jest powoływany, w trybie określonym w przepisach ustawy, o której mowa w art. 32a § 1, z zastrzeżeniem § 4 i 5, na urząd sędziego sądu powszechnego, jeżeli nie ma innych przeszkód prawnych i istnieje taka możliwość.; w myśl jej art 36a, § 1. Uposażenie sędziów sądów wojskowych w stanie spoczynku i uposażenie rodzinne członków ich rodzin ustala: 1) prezes wojskowego sądu garnizonowego – w stosunku do sędziów tego sądu; 2) prezes wojskowego sądu okręgowego – w stosunku do sędziów tego sądu oraz prezesa wojskowego sądu garnizonowego i jego zastępcy; 3) Minister Sprawiedliwości – w stosunku do prezesa wojskowego sądu okręgowego jego zastępców; § 2. Uposażenie sędziów sądów wojskowych w stanie spoczynku i uposażenie rodzinne członków ich rodzin wypłaca wojskowy organ emerytalny; § 3. W razie orzeczenia kary wymienionej w art. 104 § 3 pkt 4 lub w przypadkach przewidzianych w art. 104 § 4 ustawy powołanej w art. 32a § 1 sędzia pozbawiony prawa do stanu spoczynku i uposażenia albo członek jego rodziny pozbawiony prawa do uposażenia rodzinnego nabywa prawo do zaopatrzenia emerytalnego, jeżeli spełnia warunki określone w przepisach ustawy z dnia 10 grudnia 1993 r. o zaopatrzeniu emerytalnym żołnierzy zawodowych oraz ich rodzin (Dz.U. z 2025 r. poz. 305); zgodnie z jej art 70 §3, Uposażenie sędziów sądów wojskowych określają przepisy o uposażeniu żołnierzy, z tym że nie może być ono niższe od wynagrodzenia sędziów sądów powszechnych na stanowiskach równorzędnych, ustalonych przez Prezydenta Rzeczypospolitej Polskiej.
  - w myśl ustawy o Sądzie Najwyższym, sędzia Sądu Najwyższego przechodzi w stan spoczynku z dniem ukończenia 65. roku życia, chyba że nie później niż na 6 miesięcy i nie wcześniej niż na 12 miesięcy przed ukończeniem tego wieku złoży oświadczenie o woli dalszego zajmowania stanowiska i przedstawi zaświadczenie o zdolności do pełnienia obowiązków sędziego ze względu na stan zdrowia, a Prezydent Rzeczypospolitej Polskiej wyrazi zgodę na dalsze zajmowanie stanowiska sędziego Sądu Najwyższego[4]. Od 2014 do 2018 r. zgodnie z nowelizacją Ustawy o Sądzie Najwyższym z 2002 r. sędzia SN przechodził w stan spoczynku z dniem ukończenia 70. roku życia, jednak po spełnieniu specjalnych warunków mógł pełnić tę funkcję do 72. roku życia[5]).
  - w myśl ustawy — Prawo o ustroju sądów administracyjnych (Dz.U. z 2024 r. poz. 1267), w zakresie w niej nieuregulowanym, do sędziów wojewódzkich sądów administracyjnych w stanie spoczynku stosuje się odpowiednie przepisy dotyczące sędziów sądów apelacyjnych w stanie spoczynku, a do sędziów Naczelnego Sądu Administracyjnego w stanie spoczynku — odpowiednie przepisy dotyczące sędziów Sądu Najwyższego w stanie spoczynku
- sędzia Trybunału Konstytucyjnego — w myśl Rozdziału 4. ustawy z dnia 30 listopada 2016 r. o statusie sędziów Trybunału Konstytucyjnego (Dz.U. z 2018 r. poz. 1422)
- prokurator — w myśl art. 127 ustawy z dnia 26 stycznia 2016 — Prawa o prokuraturze (Dz.U. z 2022 r. poz. 1247) przechodzi w stan spoczynku na zasadach podobnych do sędziów sądów powszechnych (z wyjątkami); w myśl art. 103 ust. 2 Konstytucji RP prokurator w stanie spoczynku nie może sprawować mandatu poselskiego[6].
- Prezydent Rzeczypospolitej Polskiej — stan spoczynku byłego Prezydenta RP został faktycznie określony — bez nazywania go w ten sposób — przez ustawę z dnia 30 maja 1996 r. o uposażeniu byłego Prezydenta Rzeczypospolitej Polskiej (Dz.U. z 2022 r. poz. 207).

Jako stosunek do obowiązku służby wojskowej:
- żołnierz Sił Zbrojnych Rzeczypospolitej Polskiej — w myśl art. 238 ust. 2 ustawy o obronie Ojczyzny z dnia 11 marca 2022, żołnierzy zwolnionych z zawodowej służby wojskowej, którzy ze względu na wiek albo stan zdrowia nie podlegają obowiązkowi służby wojskowej, przenosi się w stan spoczynku. Żołnierze ci mogą posługiwać się posiadanym stopniem wojskowym z określeniem „w stanie spoczynku”[7].

## Urzędy kościelne
W Kościele rzymskokatolickim biskup w stanie spoczynku to biskup senior/emeryt. Jego status reguluje kanon 401. Kodeksu Prawa Kanonicznego.

## Inne znaczenia
- Stan spoczynku oznacza także czas spoczynku, tj. „przerwę w wegetacji rośliny z powodu niekorzystnych warunków otoczenia”[8]. Zobacz też: spoczynek roślin.